# Britanske podmornice klase H
Klasa H je klasa obalnih podmornica koje su izrađene u SAD-u (a kasnije i u Velikoj Britaniji) za potrebe Britanske kraljevske ratne mornarice.

## Razvoj
Daljnji razvoj i primjena obalnih podmornica koje je koristila britanska mornarica vodi nas do klase H. Još početkom 1914. godine britanski Admiralitet i brodogradilište su počeli razmišljati o tome da se u SAD-u kupi određeni broj obalnih podmornica suvremenijeg koncepta. Izbijanje Prvog svjetskog rata i odjek velikih njemačkih uspjeha u podmorničarskom ratu nagnali su britanski vojni vrh na brzu reakciju. Već u studenom 1914. potpisan je ugovor o izgradnji i isporuci 20 obalnih podmornica s američke klase H. 

### Proizvodnja
Proizvodnja je započela početkom prosinca iste godine a prve dvije podmornice su bile završene krajem svibnja 1915. Ukupna narudžba od 20 podmornica bila je podijeljena na dvije grupe: po deset podmornica gradili su Vickersova podružnica u kanadskom Montrealu (H1 - H10), dok je drugih deset gradilo američko brodogradilište Fore River u Quinciyu.

Sve podmornice koje je gradio kanadski Vickers bile su isporučene tijekom 1915. godine. Podmornice H11 i H12 bile su jedine podmornice iz drugog, američkog dijela narudžbe, koje su 1916. isporučene Velikoj Britaniji (službovale su u sklopu 14. podmorničarske flotile u Blythu). Šest podmornice H13 te H16-H20 Britanija je isporučila Čileu kao kompenzaciju za ratne i trgovačke brodove koje je Čile naručio i gradio u Britaniji i koje je Britanija zadržala nakon izbijanju rata. Preostale dvije podmornice H14 i H15 predane su u travnju 1919. kanadskoj mornarici.
Potkraj 1916. potpisan je ugovor o izgradnji modificiranih podmornica klase H na domaćim navozima. Kobilica za prvu podmornicu domaće klase H (u stručnoj literaturi poznatoj i kao klasa H.21) položena je u Vickersovom brodogradilištu u Barrow-in-Furnesu u veljači 1917. Postojali su planovi o izgradnji velike flote od 50 i više podvodnih plovila ove klase. Taj posao podijeljen je na čak šest brodogradilišta prema sljedećem rasporedu:
- Vickers (Barrow-in-Furnes) (H21-H32) 1917. – 1919.
- Cammell Laird (Birkenhead) (H33-H38) 1917. – 1919.
- Armstrong Whitworth (Newcastle-on-Tyne) (H39-H46) 1917. – 1920.
- Beardmore (Dalmuir) (H47-H50) 1917. – 1920.
- HM Dockyard (Pembroke) (H51-H52) 1917. – 1919.
- Chatam (Devenport) (H53-H54) 1917. – 1920.

Tijekom izgradnje otkazana je proizvodnja podmornica H35-H40, H45, H46 te naknadno naručene H53 I H54. Samo je brodogradilište Vickers uspjelo, od svojih 13 podmornica koliko je gradilo, čak 10 isporučiti do završetka rata, a ostale tri do početka rujna 1919. Uz nju, samo je još brodogradilište Armstrong do kraja rata uspjelo mornarici isporučiti u listopadu 1918. podmornicu H41. Od ukupno planiranih 54 plovne jedinice ove klase izgrađeno ih je samo 21, od tog broja gotovo polovina je isporučena poslije završetka rata.

## Dizajn
Prema tehničkim karakteristikama bilo je nekoliko značajnijih razlika između prve i druge serije podmornica H tj. između američkih i modificiranih britanskih podmornica. Te razlike odnosile su se ponajprije na veće vanjske dimenzije i deplasmane britanske inačice, ali i promjenu naoružanja jer su Britanci na svojim podmornicama ugradili torpedne cijevi za nova Whiteheadova torpeda kalibra 533 mm. Modificirane britanske podmornice klase H.21 postale su prve britanske dvoosovinske jednotrupne podmornice.

## Povijest uporabe
Podmornice klase H (uglavnom one iz prve američke serije) sudjelovale su u ratnim aktivnostima. Četiri od njih su izgubljene; H3 (naletjela na minu i potonula 15. srpnja 1916. u Boki kotorskoj) H5, H6 i H10.